# Ehrenwaffe

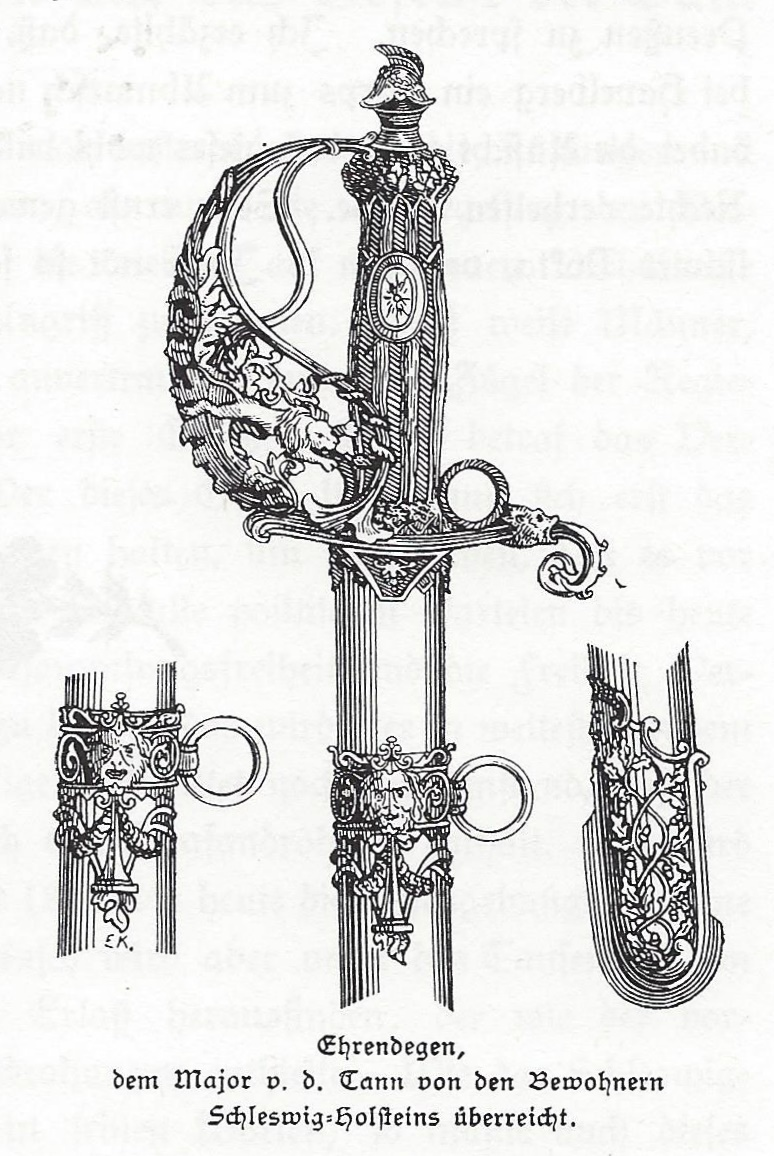
Ehrendegen der Schleswig-Holsteiner für Major v. der Tann

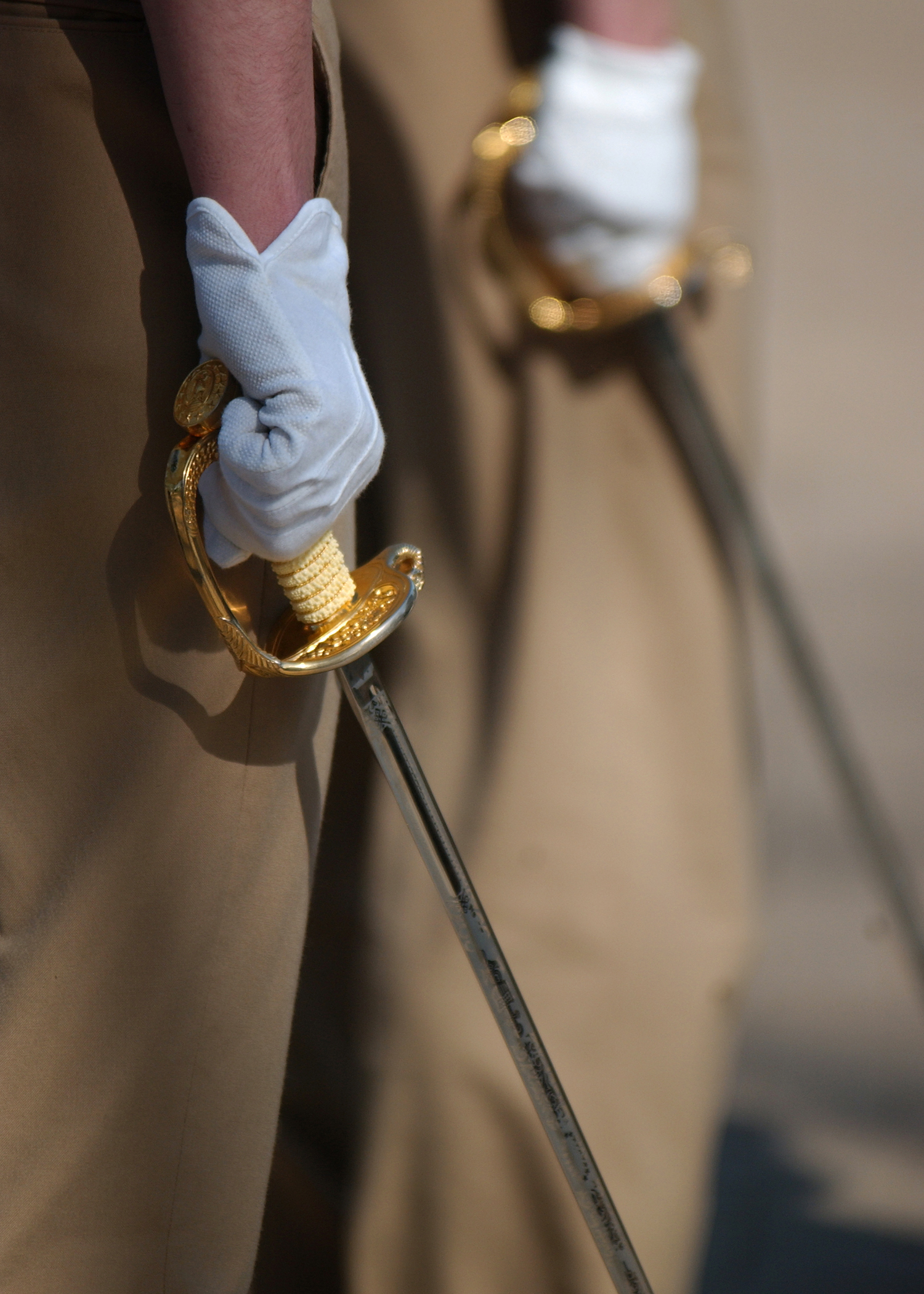
Seekadetten der US Marine-Akademie mit blank gezogenem Ehrensäbel

Eine Ehrenwaffe dient als Auszeichnung für Tapferkeit, langen ehrenvollen Dienst etc. und wurde in vielen Armeen teils von den Chefs der Regimenter, teils von Herrschern verliehen.
Dazu gehören namentlich Degen, oft von kunstvoller Arbeit und hohem Materialwert, eroberte Geschütze für Generäle, Gewehre, Pistolen, Säbel und andere Waffen.

## Deutschland

### Preußen
In Preußen gab es neben Ehrenwaffen auch andere Gegenstände; so erhielten verdiente Postillione seit 1827 Ehrentrompeten.

### Kaiserreich
Der deutsche Kaiser verlieh für hervorragende Leistungen auf wissenschaftlichem Gebiet, z. B. an Offiziere auf der Kriegsakademie, Ehrendegen und Ehrensäbel.

### Weimarer Republik
Die Verleihung von Ehrenwaffen wurde – mit Unterbrechung – auch in der Zeit der Weimarer Republik fortgesetzt. So erhielt beispielsweise Claus Schenk Graf von Stauffenberg (1907–1944) einen Ehrensäbel für hervorragende Leistungen auf der Waffenschule, in seinem Fall also der Kavallerieschule.

### Drittes Reich
Im Dritten Reich wurden ebenfalls Ehrenwaffen vergeben. So erfolgten beispielsweise ab 1933 die Verleihung des SS-Ehrendolchs und ab 1936 des Ehrendegens des RFSS.

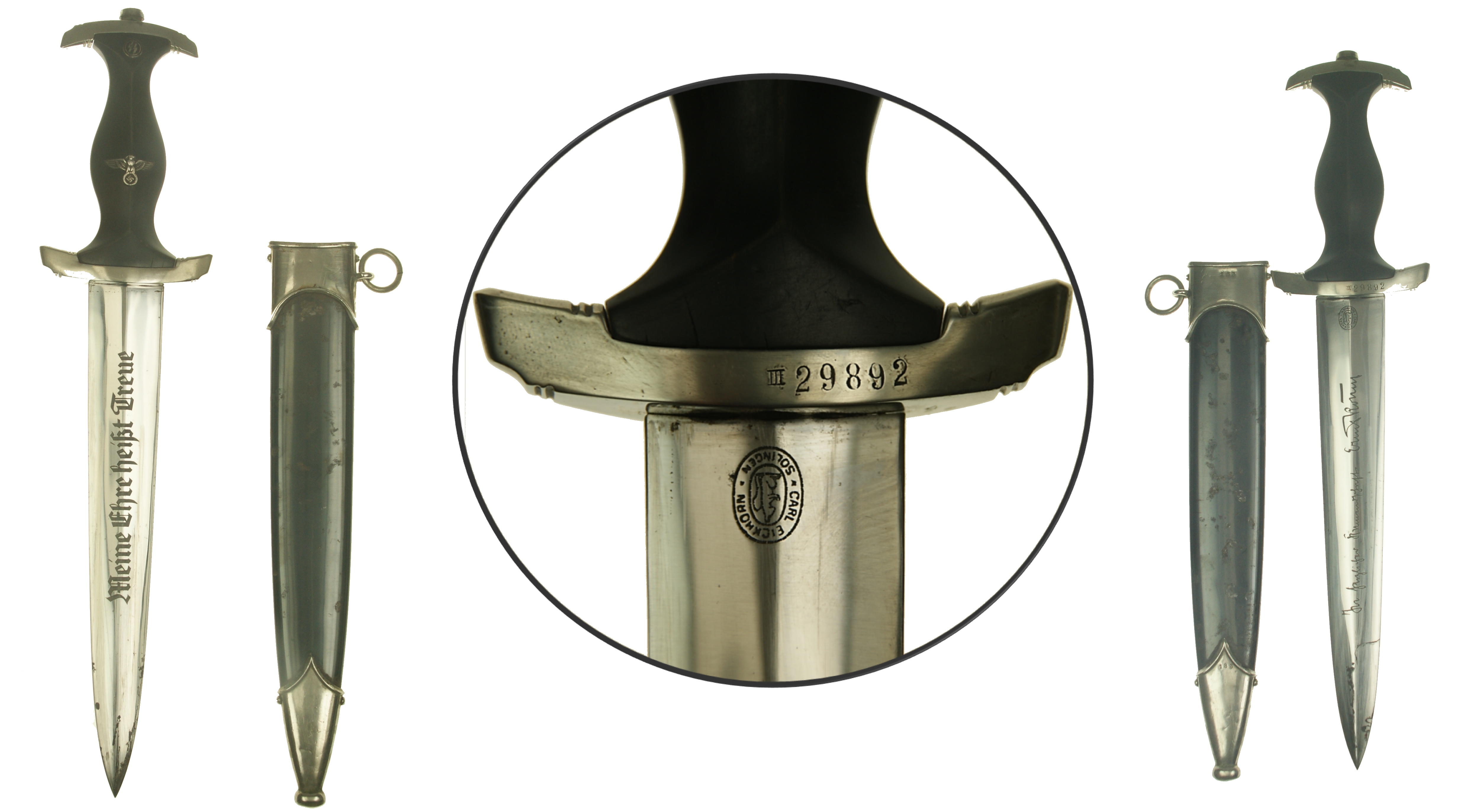
SS-Ehrendolch
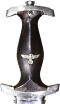
Detailansicht
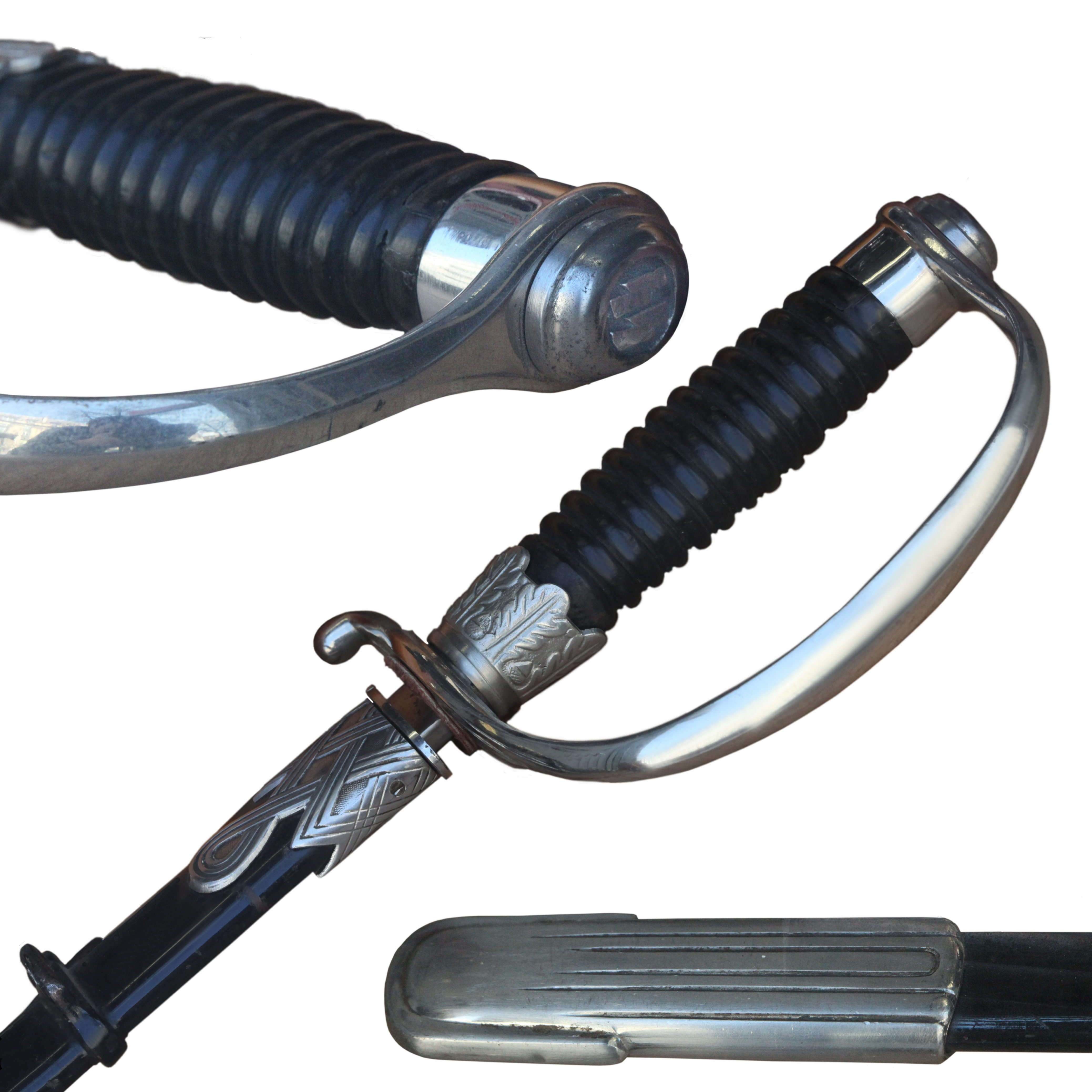
SS-Ehrendegen

### Deutsche Demokratische Republik
In der NVA wurden Ehrendolche und Ehrensäbel in verschiedenen Ausführungen für Offiziere, Generale und Admirale vergeben. Für die jahrgangsbesten Absolventen der Offiziershochschulen der DDR war der Ehrendolch mit einer Gravur des Ministers für Nationale Verteidigung versehen. Der NVA-Ehrendolch gehörte zur Paradeuniform, durfte aber auch zur Ausgangsuniform und zum Gesellschaftsanzug getragen werden.

### Bundesrepublik Deutschland
In der Bundeswehr werden keine Ehrenwaffen vergeben. Es gab und gibt aber Bestrebungen zur Einführung eines Offiziersäbels, allerdings ohne konkrete Planung.

## Sonstiges

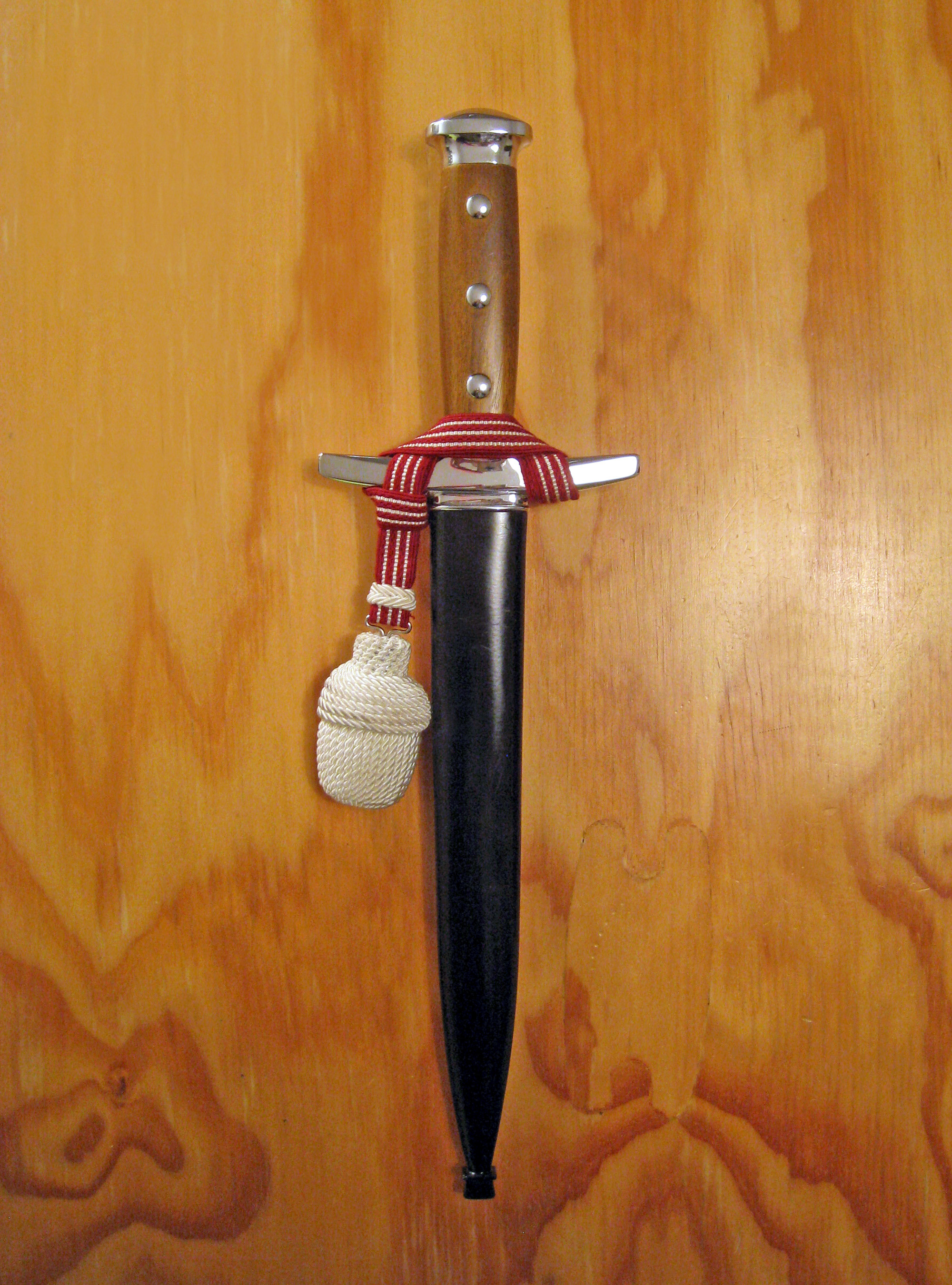
Schweizer Offiziersdolch

- In Frankreich wurden die Ehrenwaffen durch den Orden der Ehrenlegion ersetzt.
- Russischer Ehrendegen für hervorragende Taten führen die Inschrift Für Tapferkeit.
- Revolutionäre Ehrenwaffe für Kommandeure der Roten Armee.
- Päpste haben wiederholt geweihte Schwerter an Heerführer verliehen.
- In der Schweiz werden Dolche mit Kordel nach der Beförderung zum Offizier oder höheren Unteroffizier abgegeben.